# نيكولاس دي جونغ
نيكولاس دي جونغ (بالفرنسية: Nicolas de Jong)‏ مواليد 15 أبريل 1988 في فرنسا، هو لاعب كرة سلة فرنسي. بدأ مسيرته الاحترافية في سنة 2006. يلعب في الدوري الفرنسي لكرة السلة الدرجة الأولى كلاعب وسط. يحمل الرقم 27. يبلغ طوله 6 قدم 11 بوصة (2.1 م).

## المسيرة الاحترافية
لعب مع ستراسبورغ أي جي في الدوري الفرنسي من سنة 2011 إلى 2013، ثم لعب مع شوليه باسكت من سنة 2014 إلى 2016، ثم لعب مع ريمس شمبانيا في الدوري الفرنسي في سنة 2016.

## روابط خارجية
- نيكولاس دي جونغ على موقع الاتحاد الدولي لكرة السلة (الإنجليزية)
- نيكولاس دي جونغ على موقع الدوري الإسباني لكرة السلة (الإسبانية)
- نيكولاس دي جونغ على موقع كرة السلة الأوروبية.كوم (الإنجليزية)
- نيكولاس دي جونغ على موقع ريلجم (الإنجليزية)
- نيكولاس دي جونغ على موقع بروبوليرز (الإنجليزية)
- نيكولاس دي جونغ على موقع سبورتس رفرنس (الإنجليزية)